# 串間市立都井小学校
串間市立都井小学校（くしましりつといしょうがっこう）は、宮崎県串間市大字都井にある公立の小学校。

## 概要
歴史
1873年（明治6年）に「宇戸小学校」として創立。現校名となったのは1954年（昭和29年）。2023年（令和5年）に創立150周年を迎えた。
校章
桜の花弁を背景にして、中央に「都」の文字を廃止、その左右を「井」の文字を円状にデザインした物で囲んでいる。
校歌
1970年（昭和45年）制定。作詞は山口剛、作曲は土持昭郎による。歌詞は3番まであり、各番の歌詞中に校名の「都井小」が登場する。
通学区域
串間市のうち、「大字大納、大字都井」地区。中学校区は串間市立串間中学校。

## 沿革
- 1873年（明治6年） - 宇戸の寺の門戸で「宇戸小学校」として開校。
- 1875年（明治8年） - 旧役場の跡地に校舎を移転の上、「都井小学校」に改称。
- 1886年（明治19年） - 小学校令施行より、簡易科（3年制）を設置の上、「簡易都井小学校」に改称。
- 1889年（明治22年）5月1日 - 町村制施行により、南那珂郡2村（都井・大納）が合併の上、「都井村」が発足。
- 1890年（明治23年） - 尋常科（4年制）を設置の上、「尋常都井小学校」に改称。
- 1892年（明治25年）- 「都井尋常小学校」に改称。
- 1895年（明治28年）11月28日 - 校舎及び敷地を拡張。11月28日を開校記念日とする。
- 1903年（明治36年） - 高等科を併置の上、「都井尋常高等小学校」（尋常科4年・高等科4年）に改称。
- 1908年（明治41年）4月 - 改正小学校令により、尋常科（義務教育年限）が4年制から6年制に改められる。これにより従来の尋常科4年制・高等科4年制は「尋常科6年制・高等科2年制」に改められる。
- 1925年（大正14年）- 現在地に移転を完了。
- 1935年（昭和10年）- 青年学校令施行により、「都井青年学校」が併置される。
- 1941年（昭和16年）4月1日 - 国民学校令施行により、「都井村都井国民学校」に改称。尋常科を初等科に改める。
- 1947年（昭和22年） - 学制改革が行われる（六・三制の実施）。
  - 4月1日 - 国民学校初等科は、新制小学校「都井村立都井小学校」に改組・改称。児童数463名。
  - 4月30日 - 国民学校高等科は、青年学校普通科とともに、新制中学校「都井村立都井中学校」に改組・改称。開校は同年5月8日。当面の間、小学校校舎の一部を貸与する形で併設される。
- 1954年（昭和29年）11月3日 - 1町（福島）4村（都井・大束・本城・市木）の合併により、串間市が発足。これにより、「串間市立都井小学校」（現校名）に改称。
- 1963年（昭和38年）- 児童数が476名を記録する。
- 1966年（昭和41年）- 学校給食を開始。
- 1970年（昭和45年）9月29日 - 校歌を制定。
- 1974年（昭和49年）- 校旗を制定。
- 1989年（平成元年）- 新校舎が完成。児童数133名。
- 2000年（平成12年）4月1日 - 串間市立大納小学校が休校のため、該当校区の児童7名が転入。
- 2001年（平成13年）4月 - 児童数56名。
- 2004年（平成16年）- 体育館を改修。
- 2005年（平成17年）- 管理棟を改修。
- 2007年（平成19年）- 都井の火祭りに全児童が参加。
- 2008年（平成20年）4月 - 小中高一貫教育を開始。児童数36名。
- 2014年（平成26年）4月 - 児童数28名。
- 2017年（平成29年）4月1日 - 串間市立都井中学校の閉校により、中学校区が串間市立串間中学校に変更となる。
- 2016年（平成28年）4月1日 - 串間市立大納小学校を統合[2]。
  - 大納小学校の最終所在地 - 宮崎県串間市大字大納2607番地。
- 2023年（令和5年）- 児童数31名。運動会を1学期に開催。
- 2024年（令和6年）- 児童数29名。創立150周年記念行事を実施。

## 交通アクセス
最寄りのバス停留所
- よかバス 都井岬線・高校線・名谷黒井線「都井支所前」バス停下車、徒歩

最寄りの幹線道路
- 国道448号

## 周辺
- 都井基幹集落センター
- JAみやざき都井支店
- みやこ保育園
- 旧・串間市立都井中学校（2017年（平成29年）3月末に閉校）
- 都井郵便局
- 都井神社